# Crno i belo (strip)
Crno i belo je epizoda Dilan Doga objavljena u Srbiji premijerno u svesci #163. u izdanju Veselog četvrtka. Koštala je 270 din (2,3 €; 2,7 $). Imala je 94 strane. Na kioscima se pojavila 6. avgusta 2020.

## Originalna epizoda
Originalna epizoda pod nazivom Il bianco e il nero (Belo i crno) objavljena je premijerno u #373. regularne edicije Dilana Doga u Italiji u izdanju Bonelija. Izašla je 28. avgusta 2017. Naslovnu stranicu je nacrato Điđi Kavenađo. Scenario je napisala Paola Barbato, a nacrtao Korado Roi. Koštala je 3,9 €.

## Kratak sadržaj
Dilan na svakom predmetu vidi crnu tačkicu. Za par sekundi od jedna tačkica se multiplikuje i uskoro se ceo predmet zacrnjuje. Uskoro sve oko Dilana postaje crno. Dilanova okolina (Gručo, Dilanova devojka, Blok) ne vide zatamnjenje. Blok odvodi Dilana kod lekara koji mu preporučuje ostanak u bolnici i intenzivnu negu. Dok pada u san, Dilan se suočava sa strahovima svačije mladosti – Baba Rogom (Crnim čovekom), kao i različitim oblicima koje ovaj monstrum može da preuzme u zavisnosti od slučaja do slučaja. Dok luta kroz lavirinte sopstvene svesti, Dilan saznaje da je majka Baba Roge strah, sa kojom se kasnije takođe suočava. Dilan spoznaje da je strah esencija njegovog postojanja, jer da ne postoji strah ne bi postojao ni njegov posao.

### Sličnost sa prethodnim epizodama
Struktura i karakter priče podsećaju na epizodu Mater Morbi.

## Inspiracija filmom
Susret sa Baba Rogom je najverovatnije posledica inpiracije filmom Babadook iz 2014. godine.

## Roijev crtež
Po nekim mišljenjima, Roijev crtež je u ovoj epizodi ponovo dostigao vrhunac zbog načina na koji je prikazao odnos crnog i belog sveta i vrednosti koje one oličavaju.

## Prethodna i naredna epizoda
Prethodna sveska nosila je naziv Stiže Dampir (#162), a naredna Plamen (#164).